# T-2 (航空機・日本)
三菱 T-2
T-2高等練習機の最終号機（岩国基地で撮影）
- 用途：高等練習機
- 製造者：三菱重工業
- 運用者： 日本（航空自衛隊）
- 初飛行：1971年7月20日
- 生産数：96機
- 運用開始：1974年8月
- 退役：2006年3月2日
- 運用状況：退役
- ユニットコスト：約19億円（平均）
- 派生型：

  - T-2CCV（実験機）
  - F-1（支援戦闘機）

T-2は、日本で開発された超音速ジェット機。日本が初めて開発した超音速機であり、航空自衛隊で、戦闘機の一歩手前の訓練のための高等練習機として用いられた。また支援戦闘機（戦闘爆撃機）であるF-1の原型にもなっている。大抵は「ティーツー」と呼ばれ愛称は無い。

## 来歴

### 超音速高等練習機の検討
航空自衛隊では、第1次F-XとしてF-104Jを導入し、1962年より配備を開始していた。同機は、従来用いられてきたF-86F・F-86Dとは隔絶した性能を備えていたことから、転換教育のため、急遽、複座型のF-104DJも導入された。しかし、T-33A練習機での課程を終えたばかりの新人パイロットにとって、F-104DJはあまりに高度であった。F-86D/F戦闘機に習熟したパイロットであればF-104DJでの教育だけで十分だったものの、F-104DJとの橋渡しのためだけに新人パイロットにF-86Fの課程を受講させるのはあまりに非効率的であった。しかもF-86Fは既に老朽化・陳腐化が進んでおり、要撃戦闘機としては既にF-104Jに代替されていたものの、支援戦闘機としての後継機も必要になると考えられた。
このことから、T-33Aから複座型戦闘機への橋渡しをする超音速練習機の導入が検討されるようになり、T-38A/BおよびTF-104が候補機とされた。1965年9月、航空幕僚監部人事教育部の鈴木教育課長を団長とする調査団を派米し、4週間に渡ってアメリカ空軍の教育体系を調査した。この結果、一度はT-38Bが選定されて、第3次防衛力整備計画より導入を開始する計画とされた。
しかし当時、技術研究本部の守屋富次郎本部長は、「日本はこの機会に超音速機を開発しなければ、永遠に開発できなくなる」と主張していた。また当時の松野防衛庁長官は装備の国産化を志向していたこともあり、1965年末には、国産機の採用を検討するように指示された。これに対し、航空自衛隊は、国内開発では時間がかかることを危惧していたことから、3次防では「つなぎのT-X」として海外の機体を導入し、4次防からは国産T-Xを導入することが計画された。その後、1969年に、第2次F-Xとして複座のF-4EJの導入が決定されると、F-4の後席要員に機種転換教育の役割を兼ねさせることになり、「つなぎのT-X」のための予算はF-4EJの購入費に転用された。

### XT-2の開発
昭和42年度予算では国産T-X開発の第一歩となる基本設計のための委託設計費が認められており、同年7月には、航空幕僚長から防衛庁長官に対して要求性能が上申された。1968年2月には、技術研究本部長に対して基本設計命令が下された。開発される機体は「超音速高等練習機」とされ、2番めの国産練習機としてXT-2と識別符号が付された。昭和41年度末には三菱重工業と三社グループから開発計画案が提出されており、評価検討の結果、1967年9月5日には三菱の案が採択された。またこのプロジェクトの国家的意義を考慮して、三社グループおよび新明和工業も協力者として指定された。
10月16日、三菱重工業では、協力企業からの技術者を加えて開発チーム（Advanced Supersonic Trainer Engineering Team, ASTET）を組織し、設計面での体制を確立した。チームリーダーとなった三菱重工の池田研爾第2技術部長のみが大戦中に烈風などの開発に参加していたが、他のメンバーは全員が戦前・戦中の航空機開発を経験していない戦後派であった。1968年3月15日の計画審査ののち、モックアップ審査と基本設計審査を経て細部設計に移行し、1969年4月末でASTETのメンバーは現会社に復帰して、以後の細部審査は製造担当会社で行われた。
1971年4月28日に1号機がロールアウトし、7月20日に初飛行し、11月19日の30回目の飛行で音速を突破した。その後、更に3機の試作機が制作されて、技術的試験および実用試験が同時実施されていった。その成果を踏まえて、1974年7月29日に部隊使用承認を取得した。開発費は60億円とされる。

## 設計
本機は、「F-86Fの後継機として戦技訓練が可能で支援戦闘の潜在能力をもち、かつ超音速飛行の能力を有する練習機」として開発された。

### 機体構造

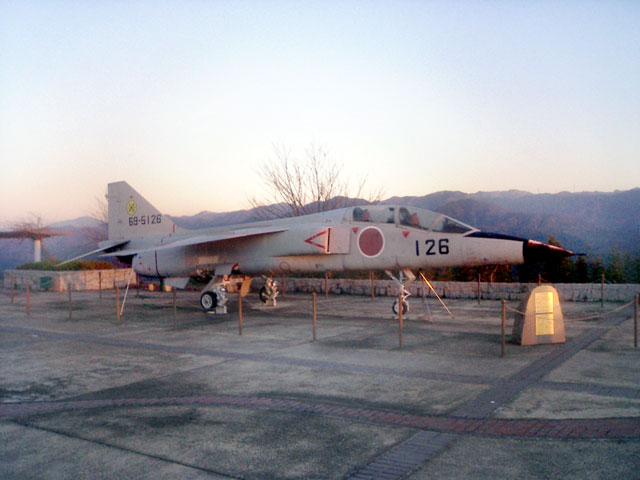
T-2（26号機）全景

設計にあたってはF-104の影響が大きく、基本的な設計思想は「F-104で示された『揚力よりも余剰推力を利用して超音速での高G旋回を追求する』という思想を受け継ぎながら、F-104の難点であった『T型尾翼の問題』『直線翼に起因する遷音速域での余剰推力不足』といった欠陥を取り除き、マッハ1.6までの遷音速・超音速域を有効に機動できるようにした飛行機」と要約された。
このような設計思想を反映して、主翼は翼面積21.17平方メートルと非常に小さいものとなった。翼面荷重は450 kgf/m2と、同時期で外見的にも似ているジャギュア（400 kgf/m2）より大きく、F-104（520 kgf/m2）に近い値である。高翼配置で、翼平面形は前縁フィレットおよびドッグ・トゥースをもったクリップトデルタ翼とされ、前縁後退角は42.29度で、上反角効果を打ち消すため、9度の下反角が付された。構造は厚板テーパー外板の多桁構造とされた。なお本機の横操縦には、MU-2以来の三菱重工製航空機に用いられている全スポイラー方式が用いられており、補助翼を廃してスポイラー（スポイレロン (spoileron) ）を用いることで、低速から高速、大迎え角まで良好な舵の利きを確保している。
水平尾翼は下方向に15度の角がついている全遊動式で、前縁はエンジン排気の耐熱のためチタニウム合金が用いられている。また最終設計の段階で低速高迎角時に方向安定が不足することがわかり、胴体後部にベントラルフィンが追加された。
胴体の基本構造は、強力縦通材 (Longeron) と円框で構成される通常のモノコック構造を採用している。断面は大略矩形で、マッハ1.4で全機抵抗が極力小さくなるように超音速エリアルールを採用している。なお、主翼を薄くしたために燃料タンクが胴体内に移動したこともあって、胴体の太さを押さえて抵抗を削減することが設計の重大課題となった。
コクピットはタンデム配置の複座で、訓練生が前席、教官が後席に搭乗する。前・後席で280ミリの段差がついている。射出座席はゼロ高度・ゼロ速度で脱出可能なウェーバ社ES-7Jで、ダイセルがライセンス生産している。
なおコストダウンのため、車輪はF-104J/DJと同じものを使用している。

### エンジン
エンジンとしては、J85-GE-15、GE1/J1A1、ヴァイパー21R、M45BS、J85/J1A、そしてアドーアが候補になり、特にアドーアとGE1/J1A1について詳細な検討が実施された。防衛庁が発行した提案要求書ではアドーアの双発が指定されたが、開発が進展すると、再度、機種選定が問題になり、GE1/J1A1に加えてJ79を推す声も上がった。
開発にあたっては、基本運用パターンとして、対空戦闘訓練にあたるHi-Hi-Hiプロファイルと、対地攻撃訓練にあたるHi-Lo-Hiプロファイルが想定されていた。J79は高空・高マッハで推力が急増する特性があり、Hi-Hi-Hiプロファイルには適するのに対してHi-Lo-Hiプロファイルでは燃費が悪く、航続距離に大きな差が出ると考えられた。またGE1も、Hi-Lo-Hiプロファイルには必ずしも適合しないうえに、この時点で未完成で搭載機もなく、不確定要素が大きかった。これに対し、アドーアは高等練習機および地上攻撃機の要求に合致するように開発されたことから、Hi-Lo-Hiプロファイルにも適合する特性を備えていた。これらの検討を経て、1968年2月、アドーアの双発配置が採択された。
ロールス・ロイス・チュルボメカ アドーア（RB.172/T.260）は、イギリスのロールス・ロイス社とフランスのチュルボメカ社が、SEPECAT ジャギュアのために共同開発したもので、2軸式のアフターバーナー付き低バイパス比ターボファンエンジンである。XT-2はジャギュアに続く2例目の搭載機であり、ジャギュアで搭載されていたアドーアMk.102をもとに石川島播磨重工業でライセンス生産したTF40-IHI-801（社内呼称: アドーアMk.801）が搭載された。当初は先行生産型である-801Xが搭載されていたが、1974年からは量産型である-801Aの納入が開始された。
ただしアドーアは開発後間もないエンジンであり、頻繁に改良や設計変更が行われたこともあって、多くの困難が生じた。ジャギュアとは運用も異なることもあり、日本特有の不具合も発生したことから、石川島播磨重工では、ロールス・ロイスとも協議しながら日本独自の改善策を講じて問題を解決していった。また生産性についても、同社流に改善して大幅にコストダウンしたものも多かった。これらの経験は、その後、F-15Jのプラット・アンド・ホイットニー F100、F-2のゼネラル・エレクトリック F110のライセンス生産でも活かされた。

### 機体塗装
前期型は、ライトガルグレーを基本にして、機首と垂直尾翼をインターナショナルオレンジで塗装し、主翼・水平尾翼・垂直尾翼のそれぞれの端を赤とオレンジの蛍光色で塗装されていた。一方、戦技課程に用いられる後期型ではより実戦機に近いカラーリングとされており、機体全面をライトガルグレーに塗装した。
飛行教導隊がアグレッサー（仮想敵機）として使用した機体は、当初は他の後期型と同じように塗装されていたが、後にMiG-21風のシルエットになるように胴体や主翼・水平尾翼・垂直尾翼の一部を黒く塗装するようになり、数字の書き方もロシア戦闘機風に赤と黄のフチを付した。また最終的には、ダークグレイとブルーグレイの2色迷彩が採用された。
ブルーインパルスの機体色は一般公募したもので、女子高校生のグループが提案したものをベースとして、青を基本に白と水色の帯が入る。
また、築城基地の第6飛行隊や、三沢基地の第3飛行隊・第8飛行隊には、F-1戦闘機と同様の迷彩塗装や標記を施した機体もあった。

## 装備
T-2は、戦闘操縦基礎課程（前期課程）用の前期型と、戦闘操縦課程（後期課程）用の後期型の2種類に大別できる。後期型は戦技課程に対応して、J/AWG-11火器管制レーダーとCSF社製の光学照準器、JM61 20mm機関砲を搭載し、胴体下のハードポイントには訓練弾ディスペンサーの装備も可能である。ただし後に、シラバスの変更などで、T-2運用部隊での空対地射爆撃が行われなくなったため、訓練弾ディスペンサーの装備はごく短期間で終了した。
J/AWG-11は国産初の火器管制レーダーであり、使用周波数はKuバンド、アンテナはスロットアンテナをアンテナ素子としたプレーナアレイ式とされた。のちにF-1支援戦闘機で搭載されたJ/AWG-12火器管制システム (FCS) のような精密な投下計算機能は備えていないものの、基本的なオペレーションは可能である。なお光学照準器は、ミラージュIIIで実績のあるフランス・トムソンCSF社製の97型をベースにした改造型である。
なお前期型ではこれらの戦技課程用の装備を搭載していないため、機関砲の砲口の開口がなく、周囲は単なる膨らみとなっており、外見上の特色となっている。また、前期型は後期型と重量、重心を合わせるため、各種機器の代わりにダミーウェイト（重り）を搭載している。
装備品に占める国内開発品の割合（金額比）は55.2％、ライセンス生産品が42.5％、輸入品が2.3％であった。

## 運用史

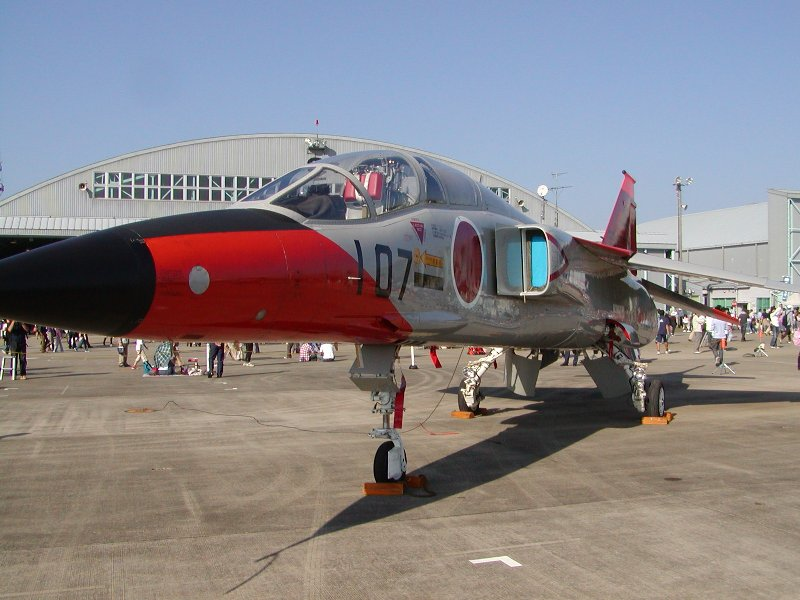
最後まで残ったT-2 #107（特別仕様機）

1971年にXT-2試作1号機が初飛行に成功すると、昭和47年度予算で、さっそくT-2第1次量産計画として20機が計上された。しかし同年度は第4次防衛力整備計画の初年度にあたる年であったが、ドルショックによる経済不況を受けて決定が先送りされたため、T-2を含む主要装備が正式決定を待たずに予算に組み込まれる事となり、野党の反発を招いた。このため、実際の発注は1973年3月31日まで先送りされることになった。量産初号機（通算5号機）は1975年2月12日に初飛行し、3月26日に防衛庁に納入された。その後、生産が進み、1988年3月7日に最終号機（#196）が納入されて、全96機の生産が終了した。
1974年8月には、第4航空団（松島基地）内にT-2企画室が設置されて、T-2のテストパイロットを教官、試作機を教材として、教官パイロットの養成が開始され、1975年3月に臨時T-2訓練隊が発足した。その後、量産機の配備が進展すると、1976年3月25日に臨時第21飛行隊となり、同年10月1日には25機の定数が充足して、正式に第21飛行隊となった。また1978年4月には第22飛行隊も新編された。
松島基地でのT-2教育は1976年4月より開始された。これにより、レシプロエンジンのT-34での第1初級操縦課程、ジェットエンジンのT-1A/Bでの第2初級操縦課程、T-33Aでの基本操縦課程ののち、本機による戦闘操縦基礎課程・戦闘操縦課程を経て、F-104やF-4EJの機種転換操縦課程に進むという教育課程となった。また訓練を担当する飛行隊のほかにも、F-1を配備する各飛行隊にも2機ずつが配備され、要員の錬成訓練や訓練支援、連絡などに用いられた。
その後、老朽化に伴って用途廃止が開始され、第22飛行隊は2001年3月16日に特別塗装の160号機でラストフライトを行って、27日に解散式を行った。また2002年4月1日からは松島基地にF-2Bの配備が開始され、第21飛行隊のT-2にF-2Bの訓練を併用する体制となった。その後、F-2Bの配備拡大に伴って、2004年3月29日、第21飛行隊はF-2Bに機種転換し、T-2による教育は終了した。第21・22飛行隊あわせて30万7千飛行時間、1,450人の戦闘機パイロットが育成された。以後は、T-7での初級操縦課程を経て、T-4での基本操縦課程を終了すると、すぐにF-15DJやF-2Bといった戦闘機の複座型での訓練に移行する課程となった。
これにより、平成16年度末の時点で、T-2は第8航空団と飛行開発実験団に7機を残すのみとなった。以後減少の一途を辿って、2006年3月2日に飛行開発実験団に配備されていたT-2特別仕様機の107号機が岐阜基地でラストフライトを行って、運用を終了した。

### アグレッサーとブルーインパルス

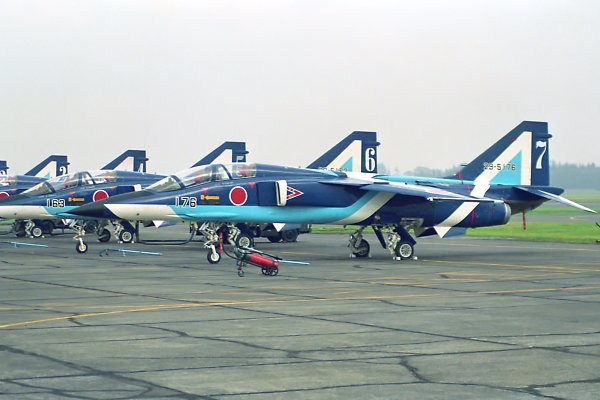
ブルーインパルスT-2

1981年（昭和56年）、一般公募によるT-2によるブルーインパルスのデザイン最終審査が行われ、都立高校の女子高生4人組の案が採用された。同年には第4航空団20000時間飛行無事故達成により第3級賞状受賞。一方、22飛の#122号機が築城基地を離陸後に墜落、パイロット2名が殉職した。築城基地には12月17日に航空総隊飛行教導隊が編成され、T-2が6機、T-33Aが2機配備され、アグレッサー（仮想敵機）として運用された。
1982年（昭和57年）、松島基地の第21飛行隊内に戦技研究班を編成、T-2型機による2代目ブルーインパルスの運用が開始され、7月25日には松島基地航空祭にて初公開した。ブルーインパルスの機体配色は前記のように一般公募された女子高校生のグループの案をベースに手が加えられ、青地に白と水色のストライプが入るものとなった。「1982年戦技競技会」にT-2飛行教導隊がフェイカーとして初参加した。第4航空団が飛行安全褒章を受賞。しかし、11月14日に浜松基地航空祭にて展示飛行中のブルーインパルス4番機（#174）が墜落炎上し、パイロット1名が殉職すると共に住民が負傷した。これによりT-2による飛行訓練が一時停止された。ブルーインパルスの展示飛行再開はさらに1年を要した。
1986年（昭和61年）は松島基地の滑走路工事を行うため、第21飛行隊は築城基地、戦技研究班は新田原基地、第22飛行隊主力は小松基地、分遣隊は浜松基地に移動訓練実施した。年内に滑走路工事終了し、移動訓練は完結した。同年、飛行教導隊所属の#171号機が帰投中に墜落、パイロット1名殉職した。さらに、同じく飛行教導隊所属#167が訓練中に墜落、パイロット2名が殉職した。
1988年（昭和63年）、最終号機（#196）を第22飛行隊が受領し、生産は終了した（全96機）1989年（平成元年）3月22日にも飛行教導隊所属の#135がT-2同士の空中格闘訓練中に接触、墜落して乗員2名が死亡。この事故を受けて教導隊は当初の予定よりも早い1990年（平成2年）4月12日にF-15DJに更新された。1991年（平成3年）7月4日には訓練飛行中のブルーインパルス2機（#112・#172）が宮城県金華山沖で墜落してパイロット2名が殉職、同年の航空祭には不参加となった。1992年（平成4年）に訓練を再開したが、6機での展示飛行の再開には3年を要した。なお、同年には量産初号機（#105）が退役し、三沢基地に恒久展示されることとなった。
ブルーインパルスは1994年（平成6年）に再復活し、直後の8月に来日したF-16Cサンダーバーズとの競演では、比較的地味に見える課目ながら、当時の規定の範囲内で最良の飛行を行い、目の肥えた観客に強い印象を残した。1995年（平成7年）12月10日の那覇基地航空祭の展示飛行で有終の美を飾る予定であったが、地元との調整に難航し、12月3日の浜松基地祭が最後となった。12月8日にブルーインパルス最終訓練を松島基地にて実施、12月22日に戦技研究班は解散となった。同日、第11飛行隊（ブルーインパルス）が発足し、1996年（平成8年）からT-4中等練習機に変更された。

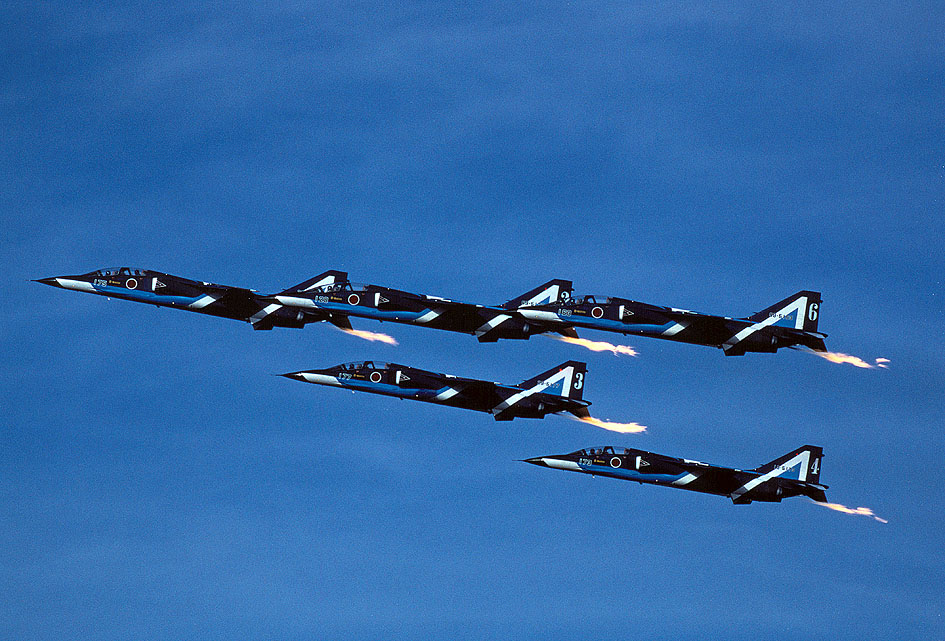
離陸（浜松基地、1995年12月3日）
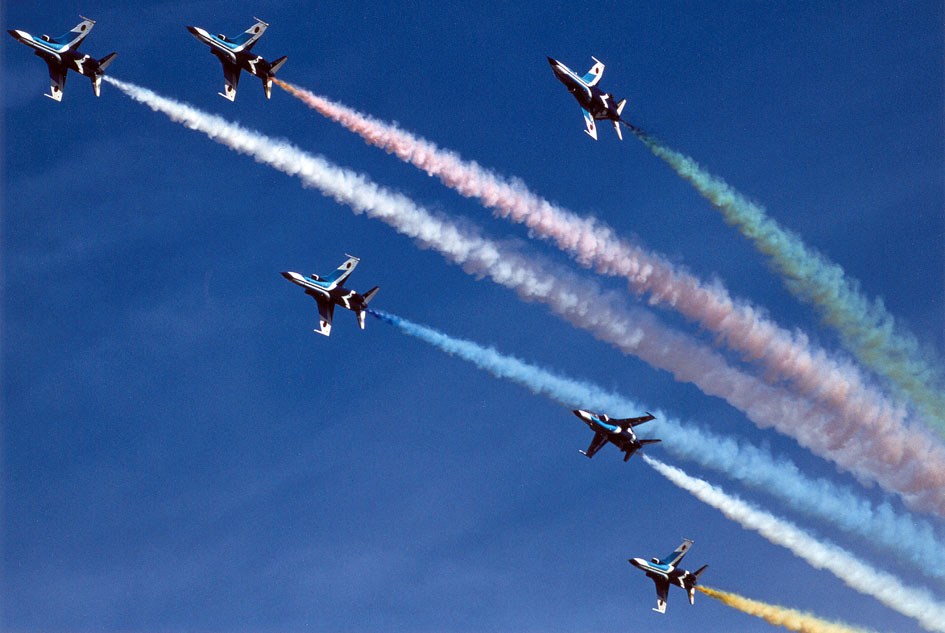
チェンジオーバー・ターン（浜松基地、1995年12月3日）

## 派生型
XT-2
試作機。4機製作（#101・103：前期型、#102・#104：後期型）
T-2（前期訓練過程型）
武装と火器管制レーダー装置を搭載しない、訓練課程前半に使用する機体。俗にT-2Aともいう（#105 - #124、#147 - #156）
T-2（後期訓練過程型）
機関砲と火器管制レーダー装置を搭載した、後期訓練に使用する戦技訓練機。俗にT-2Bともいう（#125 - #146、#157 - #196）
T-2特別仕様
支援戦闘機のモデル機（#106、#107を改修）
FS-T2改
支援戦闘機計画の呼称
F-1
量産型支援戦闘機（77機）
T-2CCV
運動能力向上研究機（試作機#103を改造）

### 支援戦闘機

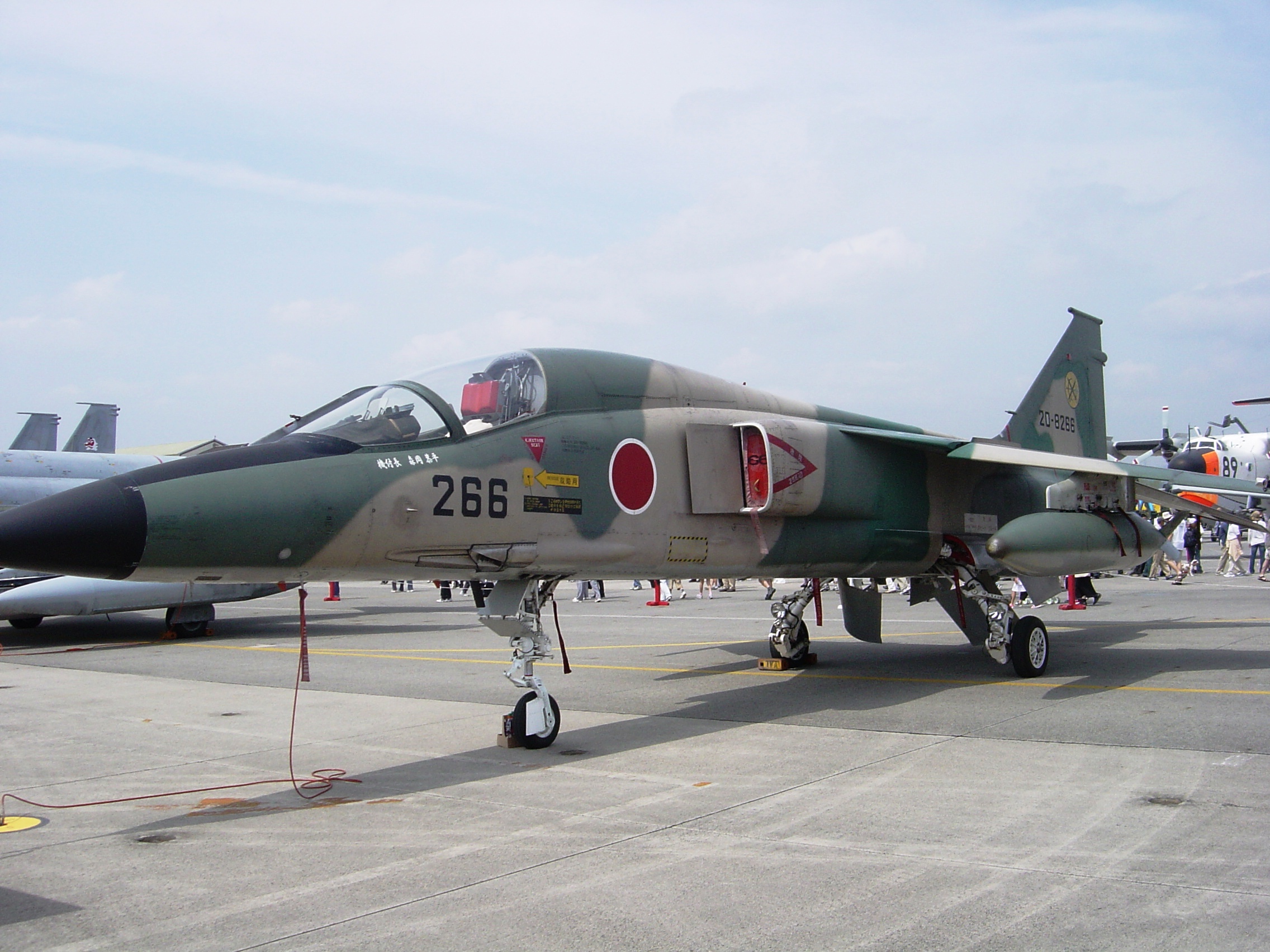
F-1支援戦闘機（岩国基地）

T-2の開発にあたっては、当初から支援戦闘機（戦闘爆撃機）への改造も念頭におかれており、XT-2一号機の開発が一段落すると、T-2を元に支援戦闘機の試作機に改造する設計作業が開始された。
この支援戦闘機型はFS-T2改と呼称されており、昭和48年度に第四次防衛力整備計画で2機の試作が認められたため、生産ラインにあったT-2の6号機（59-5106）と7号機（5107）をFS-T2改のプロトタイプ（T-2特別仕様機）として開発することとなった。プロトタイプ#107は1975年（昭和50年）6月3日に初飛行、#106は6月7日に飛行した。その後、2機は飛行実験団と防衛庁技術研究本部において7月から翌1976年3月まで研究がなされ、11月12日に部隊使用承認が降りて、F-1支援戦闘機の名が付けられた。

### CCV研究機

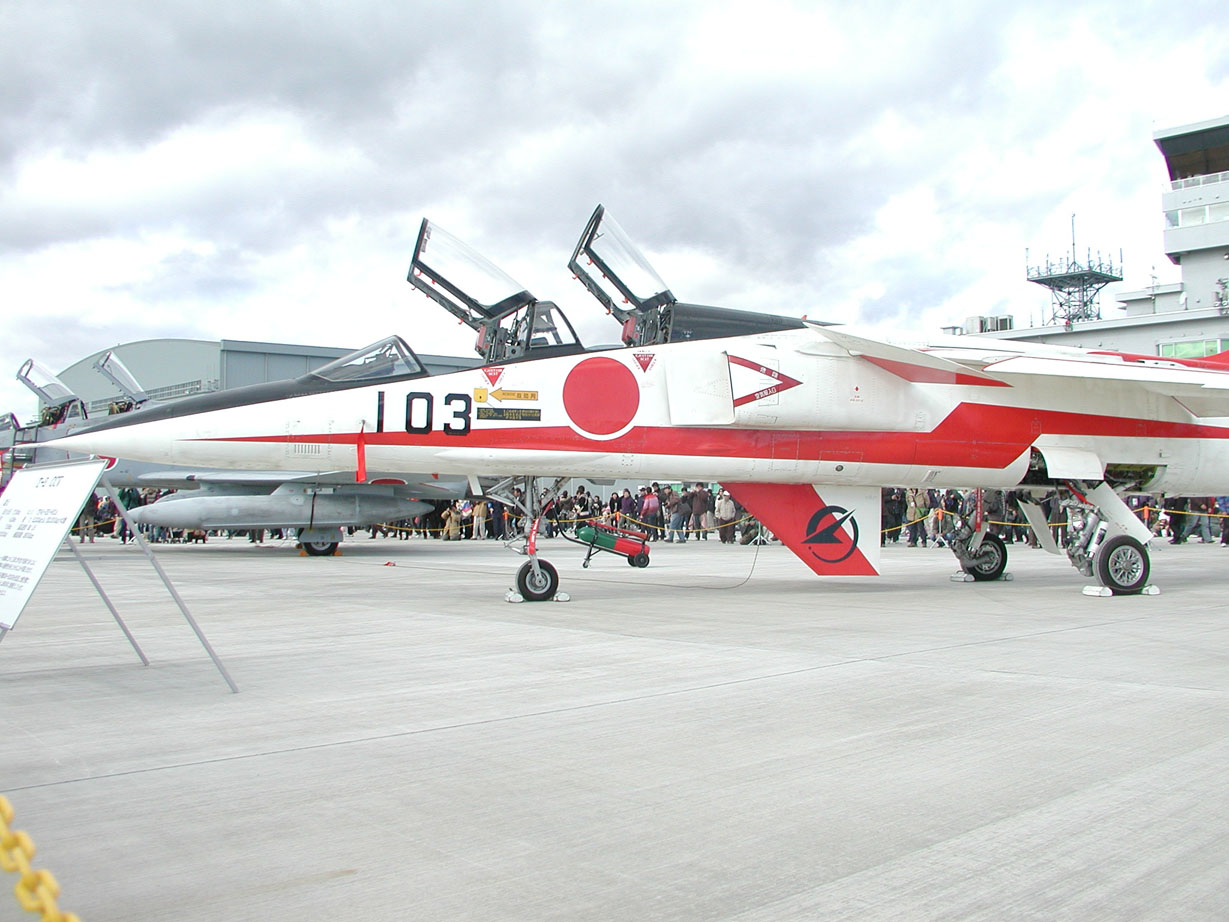
CCV研究機（2008年）

技術研究本部（技本）では、欧米の趨勢にあわせて、1970年代よりCCV（Control Configured Vehicle）技術の開発に着手しており、1977年からはP2Vをベースにした可変特性研究機（VSA）による飛行試験が開始されていた。そして1978年からは、三菱重工業を主契約企業として、T-2をベースにしたCCV研究機の開発が着手された。
このとき開発された実験機は、T-2 #103号機の機体をベースにして3重のデジタル式フライ・バイ・ワイヤ（FBW）を装備しており、また機首に垂直1枚・水平2枚のカナード翼（CFRP製）を取り付けることで、DLC（直接揚力制御）/DSC（直接横力制御）モードの実現も計画された。1983年8月9日に初飛行したが、当初はカナード翼を取り外して、T-2と同じ安定性のある形態で飛行試験を実施していた。
その後、10月14日に、初めてカナード翼を取り付けての試験が実施された際に、脚上げ直後から始まったロール振動が発散を始め、最終的に左右に90度近くなった。パイロットは咄嗟に脚下げと、操縦系統をFBWから非常用の手動制御（MBU）に切り替える対処を行い、機体は安定を取り戻した。原因はFBWシステムで脚上げ以降のロール操舵の効き（roll command gradient, RCG）の設定が高めであったことや、フラッペロンに割り当てられる油圧の配分が不十分で舵面の応答に遅れが生じたことなどであったことが判明した。この模様は、別件で空港に取材に来ていたNHKのテレビカメラで撮影されており、報道番組で放映される事となった。
機体は1984年3月26日に防衛庁に納入されて、1985年3月20日まで、技本と航空実験団によって、138ソーティにおよぶ飛行試験が実施された。その後に米国と共同で開発された次期支援戦闘機FS-X（F-2）では、機体設計はF-16を参考としたものの、飛行制御ソフトウェアは開示されなかったことから、T-2 CCVの技術者をFS-Xの設計チームに編入して、その成果を踏まえての独自開発が行われた。

## 諸元・性能
出典: 防衛庁技術研究本部 1978, pp. 135–141
諸元
- 乗員: 2名
- 全長: 17.85 m
- 全高: 4.45 m (※量産機では4.39 m)
- 翼幅: 7.88 m
- 運用時重量: 9.45 t (正規全備重量)
- 動力: RR/石川島播磨重工業 TF40-IHI-801A ターボファンエンジン、3,240 kg   × 2

性能
- 最大速度: 1958.4 km/h （マッハ1.6） ※高度36,000 ft時
- 失速速度: 231.5 km/h （125ノット）
- 戦闘行動半径: 300海里以上
- 実用上昇限度: 15,240 m （50,000 ft）
- 上昇率: 10,668 m/分 （35,000 ft/分）
- 離陸滑走距離: 914 m （3,000 ft）
- 着陸滑走距離: 610 m （2,000 ft）

武装
- 固定武装: JM61 20mm機関砲 (後期型のみ)
- アビオニクス: J/AWG-11火器管制レーダー (後期型のみ)